# Ashmore
Ashmore és una població dels Estats Units a l'estat d'Illinois. Segons el cens del 2000 tenia 809 habitants.

## Demografia
Segons el cens del 2000, Ashmore tenia 809 habitants, 307 habitatges, i 222 famílies. La densitat de població era de 376,3 habitants/km².
Dels 307 habitatges en un 39,4% hi vivien nens de menys de 18 anys, en un 58,3% hi vivien parelles casades, en un 11,7% dones solteres, i en un 27,4% no eren unitats familiars. En el 21,5% dels habitatges hi vivien persones soles el 10,7% de les quals corresponia a persones de 65 anys o més que vivien soles. El nombre mitjà de persones vivint en cada habitatge era de 2,64 i el nombre mitjà de persones que vivien en cada família era de 3,08.
Per edats la població es repartia de la següent manera: un 28,9% tenia menys de 18 anys, un 9,4% entre 18 i 24, un 30,7% entre 25 i 44, un 20,1% de 45 a 60 i un 10,9% 65 anys o més.
L'edat mediana era de 34 anys. Per cada 100 dones de 18 o més anys hi havia 92,3 homes.
La renda mediana per habitatge era de 38.250 $ i la renda mediana per família de 42.337 $. Els homes tenien una renda mediana de 30.200 $ mentre que les dones 20.962 $. La renda per capita de la població era de 14.886 $. Aproximadament el 6,9% de les famílies i el 9,4% de la població estaven per davall del llindar de pobresa.

## Poblacions més properes
El següent diagrama mostra les poblacions més properes.